# Rayforstia plebeia
Espèce
Synonymes
- Textricella plebeia Forster, 1959

Rayforstia plebeia est une espèce d'araignées aranéomorphes de la famille des Anapidae.

## Distribution
Cette espèce est endémique de l'île Codfish en Nouvelle-Zélande. Elle se rencontre dans la région du Southland.

## Description
La femelle holotype mesure 1,14 mm.

## Publication originale
- Forster, 1959 : The spiders of the family Symphytognathidae. Transactions of the Royal Society of New Zealand, vol. 86, p. 269-329 (texte intégral).